# دانشکده دندانپزشکی مشهد
دانشکده دندانپزشکی دانشگاه علوم پزشکی مشهد یکی از دانشکده‌های دندانپزشکی ایران وابسته به دانشگاه علوم پزشکی مشهد در مشهد است.

## تاریخچه
دانشکده دندانپزشکی مشهد در سال ۱۳۴۴ توسط بدری تیمورتاش و امیراسماعیل سندوزی بنیانگذاری شد. این دانشکده، دومین دانشکده دندانپزشکی در کشور پس از دانشکده دندانپزشکی تهران بود. در آغاز کلاس‌های درس و آزمایشگاه‌ها در خیابان اسرار و درمانگاه دانشکده در خیابان کوهسنگی قرار داشت. ساختمان کنونی دانشکده در سال ۱۳۵۳ در زیربنای ۲۰٬۰۰۰ مترمربع در ابتدای بلوار وکیل‌آباد ساخته شد. هم‌اکنون ریاست این دانشکده را ناصر سرگلزایی برعهده دارد.